# Cordell Tinch
Cordell Tinch, född 13 juli 2000, är en amerikansk friidrottare som tävlar i häcklöping.

## Karriär
Vid de amerikanska mästerskapen i friidrott 2023 placerade sig Tinch på en andraplats på 110 meter häck.